# Mike Dirnt
Michael Ryan Pritchard, noto come Mike Dirnt (Berkeley, 4 maggio 1972), è un bassista statunitense, membro dei Green Day.
"Dirnt" è il verso che Pritchard faceva da bambino per imitare il suono di un basso.

## Biografia

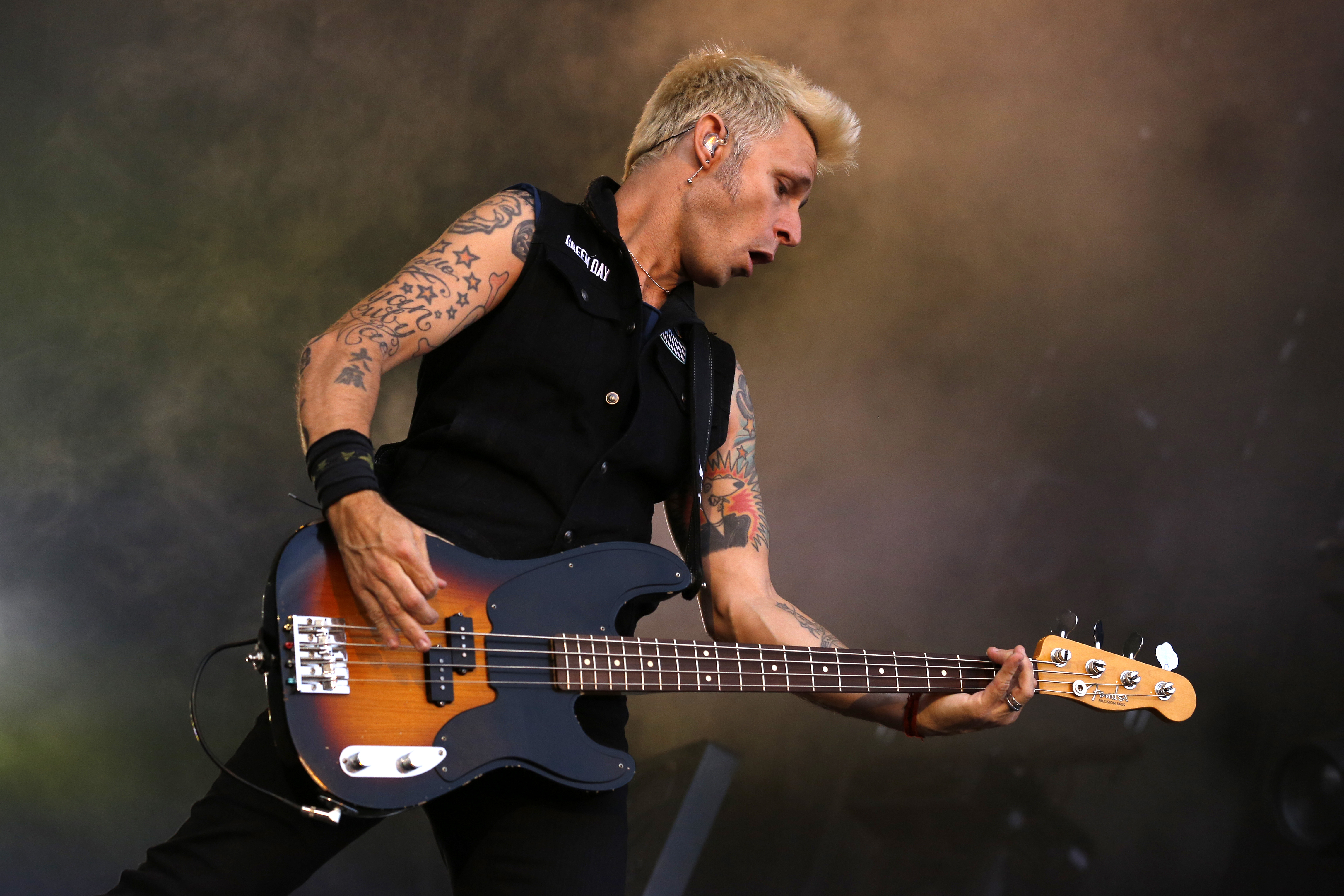
Mike Dirnt

A causa della tossicodipendenza della madre, Pritchard viene dato in adozione appena nato e sette anni più tardi i genitori si separano. Nel 1982, all'età di circa dieci anni, incontra Billie Joe Armstrong con cui condivideva la passione per la musica. Cinque anni più tardi va a vivere in una delle stanze della casa di Armstrong e per pagarsi l'affitto lavora in molti posti, compreso il bar in cui la madre di Billie faceva la cameriera. Durante le scuole superiori i due continuano a coltivare le loro passioni musicali e Pritchard acquista la sua prima chitarra, che regalerà poi ad Armstrong sostituendola con un basso. Poco dopo decidono di fondare una band, gli Sweet Children, a cui si aggiunge John Kiffmeyer (Al Sobrante) come batterista, sostituito successivamente da Frank Edwin Wright III (Trè Cool), cambiando anche il nome della band in Green Day.
Dirnt è anche bassista dei The Frustrators, un progetto che i componenti portano avanti solo nel tempo libero.

## Composizione e voce
Anche se il compositore principale dei testi dei Green Day è Armstrong, Dirnt ha scritto Emenius Sleepus,  J.A.R., Ha Ha You're Dead e Nobody Likes You (terza parte di Homecoming). Ha inoltre scritto insieme ad Armstrong, Panic Song, Best Thing in Town e Sweet Children. Nell'album 21st Century Breakdown, ha composto la seconda parte della canzone American Eulogy, intitolata Modern World.
Nella maggior parte delle canzoni canta i cori di sottofondo e i ritornelli.

## Strumentazione
Il suo primo basso era un Gibson G-3, ma durante le registrazioni di Nimrod, Armstrong gli regalò il suo primo Fender Precision Bass. Nel 2004 la Fender ha messo in commercio il "Mike Dirnt Precision Bass", modellato secondo il Precision Bass del 1955 dello stesso Dirnt. Il Mike Dirnt Precision Bass è disponibile anche in versione Squier.

## Vita privata

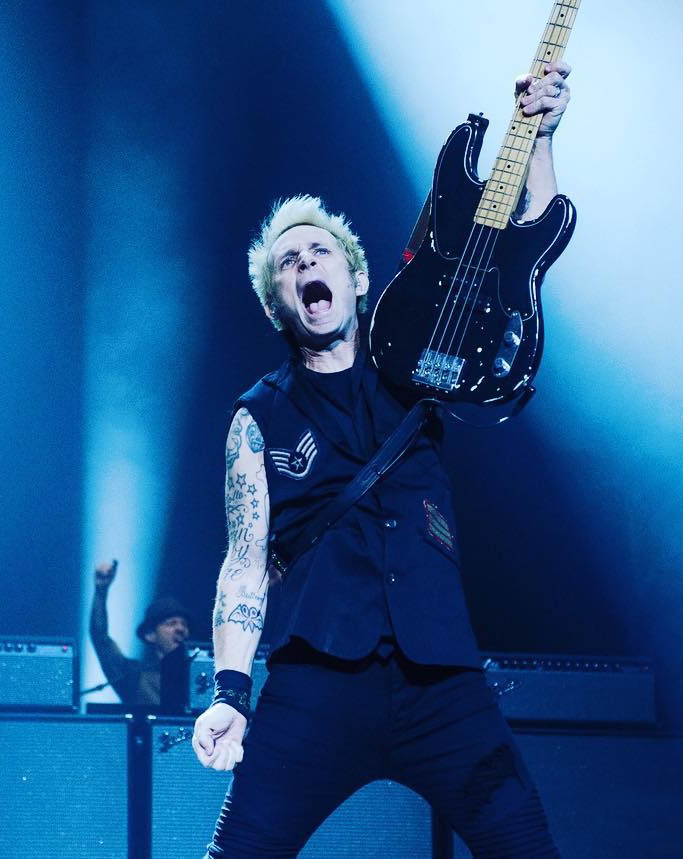
Mike Dirnt a Oslo nel 2017

È stato sposato la prima volta nel 1996 con Anastasia Serman, dalla quale ha avuto una figlia, Estelle-Desiree il 20 dicembre del 1996 e da cui ha divorziato nel 1999. In seguito ha stretto una relazione con Brittney Cade, da cui ha avuto un figlio, Brixton Michael, l'11 ottobre 2008. Nel marzo 2009 i due si sono sposati. Il 28 novembre 2010 è nata una figlia, Ryan Ruby Mae.

## Discografia

### Green Day
- 1990 - 1,039/Smoothed Out Slappy Hours
- 1992 - Kerplunk
- 1994 - Dookie
- 1995 - Insomniac
- 1997 - Nimrod
- 2000 - Warning
- 2001 - International Superhits!
- 2002 - Shenanigans
- 2004 - American Idiot
- 2009 - 21st Century Breakdown
- 2011 - Awesome as Fuck
- 2012 - ¡Uno!
- 2012 - ¡Dos!
- 2012 - ¡Tré!
- 2016 - Revolution Radio
- 2020 - Father of All Motherfuckers
- 2024 - Saviors

### Screeching Weasel
- 1994 - How to Make Enemies and Irritate People

### The Network
- 2003 - Money Money 2020
- 2020 - Money Money 2020 Part II

### Foxboro Hot Tubs
- 2008 - Stop Drop and Roll

### The Frustators
- Achtung Jackass LP (Adeline Records)
- Bored in the USA EP (Adeline Records)